# Dominik Livaković
Dominik Livaković (hr[dôminik liʋǎːkoʋitɕ, domǐ-]; n. 9 ianuarie 1995) este un fotbalist profesionist croat care joacă pentru Fenerbahçe SK și echipa națională a Croației ca portar.

## Cariera pe echipe
Livaković a devenit component al primei echipe a NK Zagreb la începutul sezonului 2012-2013. A fost inițial a doua alegere de portar al clubului, și și-a făcut debutul în campionat la 31 august 2012, jucând 90 de minute în pierdută acasa cu HNK Cibalia cu scorul de1-0. A devenit în curând titularul clubului în poartă și a jucat în total în 104 meciuri de campionat pe parcursul a patru sezoane, dintre care 90 în Prva HNL.
La 30 august 2015, el s-a transferat la Dinamo Zagreb la începutul sezonului 2016-2017. Și-a făcut debutul în campionat la 2 octombrie 2016, într-o remiză fără goluri acasă la Hajduk Split. La 18 octombrie 2016, el și-a făcut prima apariție în Liga Campionilor UEFA într-o înfrângere scor 1-0 acasă cu Sevilla.

## Cariera la națională
Livaković a primit prima sa convocare la echipa națională de fotbal a Croației pentru amicalul împotriva Republicii Moldova în mai 2016. El a jucat primul meci împotriva  echipei naționale de fotbal a statului Chile în Cupa Chinei din 2017, în care Croația a pierdut la penaltiuri.
În luna mai 2018 a fost numit în lotul lărgit al Croației pentru Campionatul Mondial din 2018 din Rusia.

## Statistici privind cariera

### Internațional
Statisticile corecte din 21 iunie 2018.
| Croația | Croația | Croația |
| An      | Meciuri | Goluri  |
| ------- | ------- | ------- |
| 2017    | 1       | 0       |
| 2018    | 2       | 0       |
| Total   | 3       | 0       |

## Titluri
NK Zagreb
- Druga HNL: 2013-2014

Dinamo Zagreb
- Campionatul Croației: 2017-2018, 2018-2019
- Cupa Croației: 2017-2018

Croația
- Campionatul Mondial: finalist în 2018[9]

Decorații
- Ordinul ducele Branimir cu panglica: 2018[10]